# ميخائيل وارد (إحصائي)
ميخائيل وارد (بالإنجليزية: Michael Ward)‏ هو اقتصادي بريطاني، ولد في 1939 في هامرسميث في المملكة المتحدة، وتوفي في 2008.